# 67e Ōshō (shogi) 2016-2017
«Édition précédente (66)
67e Ōshō
Édition suivante (68)»

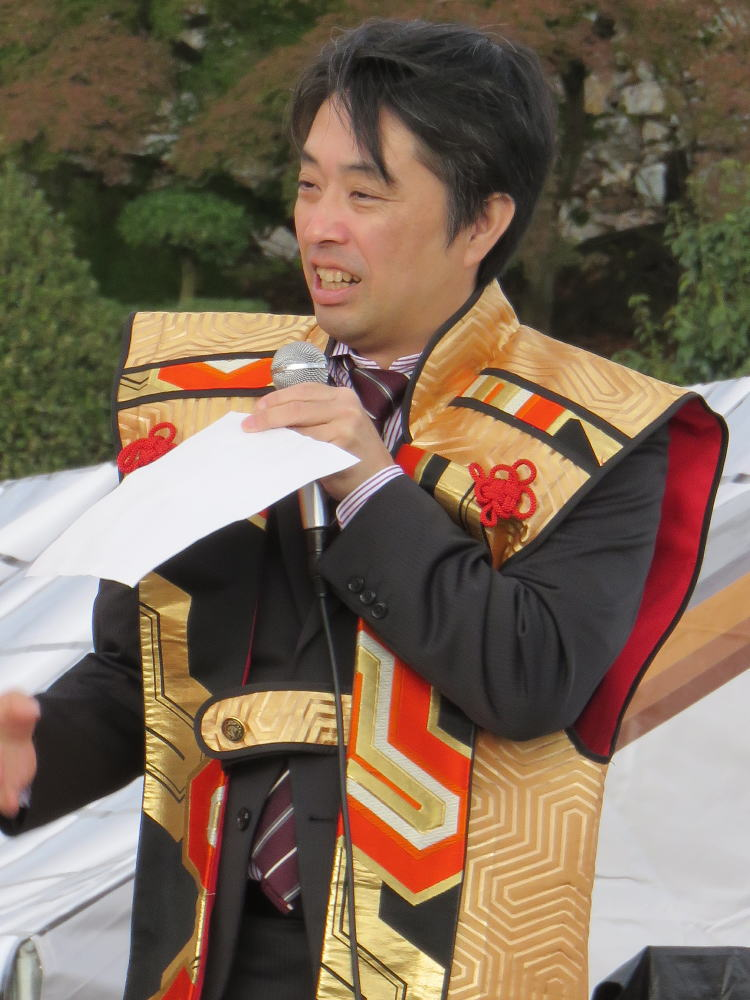
Toshiaki Kubo, le vainqueur du tournoi.

Le 67e Ōshō est une compétition majeure du shogi professionnel japonais organisée d'avril 2017 à mars 2018 comptant pour la saison 2016-2017.

## Oshosen Nana-ban Shobu
Le championnat Osho a opposé dans un match en sept parties le tenant du titre Toshiaki Kubo au challenger vainqueur du Chōsen-sha kettei rīgu-sen (挑戦者決定リーグ戦) Masayuki Toyoshima.
| Partie | Date          | Sente                                                                     | Sente                                                                     | Né en                                                                     | Gote                                                                      | Gote                                                                      | Né en                                                                     | Kubo                                                                      | Toyoshima                                                                 | Lieu                | Vainqueur                   |
| ------ | ------------- | ------------------------------------------------------------------------- | ------------------------------------------------------------------------- | ------------------------------------------------------------------------- | ------------------------------------------------------------------------- | ------------------------------------------------------------------------- | ------------------------------------------------------------------------- | ------------------------------------------------------------------------- | ------------------------------------------------------------------------- | ------------------- | --------------------------- |
| 1      | 7-8/01/2018   | Toshiaki Kubo                                                             | 久保利明                                                                  | 1975                                                                      | Masayuki Toyoshima                                                        | 豊島 将之                                                                 | 1990                                                                      | 0                                                                         | 1                                                                         | Chateau de Kakegawa | Toshiaki Kubo 久保利明 1975 |
| 2      | 27-28/01/2018 | Masayuki Toyoshima                                                        | 豊島 将之                                                                 | 1990                                                                      | Toshiaki Kubo                                                             | 久保利明                                                                  | 1975                                                                      | 1                                                                         | 1                                                                         | Saga                | Toshiaki Kubo 久保利明 1975 |
| 3      | 3-4/02/2018   | Toshiaki Kubo                                                             | 久保利明                                                                  | 1975                                                                      | Masayuki Toyoshima                                                        | 豊島 将之                                                                 | 1990                                                                      | 2                                                                         | 1                                                                         | Otawara             | Toshiaki Kubo 久保利明 1975 |
| 4      | 19-20/02/2018 | Masayuki Toyoshima                                                        | 豊島 将之                                                                 | 1990                                                                      | Toshiaki Kubo                                                             | 久保利明                                                                  | 1975                                                                      | 3                                                                         | 1                                                                         | Amagasaki           | Toshiaki Kubo 久保利明 1975 |
| 5      | 6-7/03/2018   | Toshiaki Kubo                                                             | 久保利明                                                                  | 1975                                                                      | Masayuki Toyoshima                                                        | 豊島 将之                                                                 | 1990                                                                      | 3                                                                         | 2                                                                         | Shimane             | Toshiaki Kubo 久保利明 1975 |
| 6      | 14-15/03/2018 | Masayuki Toyoshima                                                        | 豊島 将之                                                                 | 1990                                                                      | Toshiaki Kubo                                                             | 久保利明                                                                  | 1975                                                                      | 4                                                                         | 2                                                                         | Matsumoto           | Toshiaki Kubo 久保利明 1975 |
| 7      | 27-28/03/2018 | Non disputé le roi Toshiaki Kubo ayant déjà défendu avec succès son titre | Non disputé le roi Toshiaki Kubo ayant déjà défendu avec succès son titre | Non disputé le roi Toshiaki Kubo ayant déjà défendu avec succès son titre | Non disputé le roi Toshiaki Kubo ayant déjà défendu avec succès son titre | Non disputé le roi Toshiaki Kubo ayant déjà défendu avec succès son titre | Non disputé le roi Toshiaki Kubo ayant déjà défendu avec succès son titre | Non disputé le roi Toshiaki Kubo ayant déjà défendu avec succès son titre | Non disputé le roi Toshiaki Kubo ayant déjà défendu avec succès son titre | Niigata             | Toshiaki Kubo 久保利明 1975 |

## Chōsen-sha kettei rīgu-sen
Le tournoi des candidats a réunis 7 joueurs.
4 qualifiés d'office sur la base des résultats du 66e Osho.
- Masataka Goda
- Tetsuro Itodani
- Masayuki Toyoshima
- Akira Watanabe

|   | Joueurs            | Joueurs    | Né en | 1  | 2  | 3  | 4  | 5  | 6  | 7  | victoires | défaites | Rang |            |
| 1 | Masataka Goda      | 郷田真隆   | 1971  | +4 | -6 | -5 | -3 | +2 |    | +7 | 3         | 3        | 2    | Qualifié   |
| 2 | Tetsuro Itodani    | 糸谷哲郎   | 1988  | +6 | -4 | -7 | +5 | -1 | +3 |    | 3         | 3        | 3    | Qualifié   |
| 3 | Masayuki Toyoshima | 豊島将之   | 1990  | +5 | +7 |    | +1 | +4 | -2 | +6 | 5         | 1        | 1    | Challenger |
| 4 | Akira Watanabe     | 渡辺 明    | 1984  | -1 | +2 | +6 |    | -3 | -7 | +5 | 3         | 3        | 4    | Qualifié   |
| 5 | Amahiko Sato       | 佐藤天彦   | 1988  | -3 |    | +1 | -2 | -7 | -6 | -4 | 1         | 5        | 7    |            |
| 6 | Koichi Fukaura     | 深浦康市   | 1972  | -2 | +1 | -4 | +7 |    | +5 | -3 | 3         | 3        | 5    |            |
| 7 | Shintaro Saito     | 斎藤慎太郎 | 1993  |    | -3 | +2 | -6 | +5 | +4 | -4 | 3         | 3        | 6    |            |

## Niji Yosen
Composé de trois tournois à élimination directe, ce second tour des qualifications a opposé 18 joueurs.
Il permet aux trois vainqueurs d’accéder au Chōsen-sha kettei rīgu-sen :
- Shintaro Saito
- Amahiko Sato
- Koichi Fukaura

### Nịii-Yosen 1-Kumi
Akihito Hirose et Yoshiharu Habu accédaient directement aux demi-finales.
Qualifié pour le Chōsen-sha kettei rīgu-sen.
- Shintaro Saito

| Akihito Hirose 広瀬 章人 1987   | Akihito Hirose 広瀬 章人 1987   | Shintaro Saito 斎藤 慎太郎 1993 | Shintaro Saito 斎藤 慎太郎 1993 |
| Shintaro Saito 斎藤 慎太郎 1993 | Shintaro Saito 斎藤 慎太郎 1993 | Shintaro Saito 斎藤 慎太郎 1993 | Shintaro Saito 斎藤 慎太郎 1993 |
| Tatsuya Sugai 菅井竜也 1992     | Shintaro Saito 斎藤 慎太郎 1993 | Shintaro Saito 斎藤 慎太郎 1993 | Shintaro Saito 斎藤 慎太郎 1993 |
| Hiroyuki Miura 三浦浩幸 1974    | Hiroyuki Miura 三浦浩幸 1974    | Hiroyuki Miura 三浦浩幸 1974    | Shintaro Saito 斎藤 慎太郎 1993 |
| Sakio Chiba 千葉幸生 1979       | Hiroyuki Miura 三浦浩幸 1974    | Hiroyuki Miura 三浦浩幸 1974    | Shintaro Saito 斎藤 慎太郎 1993 |
| Yoshiharu Habu 羽生 善治 1970   |                                 | Hiroyuki Miura 三浦浩幸 1974    | Shintaro Saito 斎藤 慎太郎 1993 |

### Nịii-Yosen 2-Kumi
Amahiko Sato et Seiya Kondō accédaient directement aux demi-finales.
Qualifié pour le Chōsen-sha kettei rīgu-sen.
- Amahiko Saito

| Amahiko Sato 佐藤天彦 1988      | Amahiko Sato 佐藤天彦 1988     | Amahiko Sato 佐藤天彦 1988 | Amahiko Sato 佐藤天彦 1988 |
| Hisachi Namekata 行方尚史 1973  | Hisachi Namekata 行方尚史 1973 | Amahiko Sato 佐藤天彦 1988 | Amahiko Sato 佐藤天彦 1988 |
| Nobuyuki Yashiki 屋敷 伸之 1972 | Hisachi Namekata 行方尚史 1973 | Amahiko Sato 佐藤天彦 1988 | Amahiko Sato 佐藤天彦 1988 |
| Yasumitsu Sato 佐藤 康光 1969   | Takuya Nagase 永瀬拓矢 1992    | Seiya Kondo 近藤誠也 1993  | Amahiko Sato 佐藤天彦 1988 |
| Takuya Nagase 永瀬拓矢 1992     | Takuya Nagase 永瀬拓矢 1992    | Seiya Kondo 近藤誠也 1993  | Amahiko Sato 佐藤天彦 1988 |
| Seiya Kondo 近藤誠也 1993       |                                | Seiya Kondo 近藤誠也 1993  | Amahiko Sato 佐藤天彦 1988 |

### Nịii-Yosen 3-Kumi
Toshiyuki Moriuchi et Koichi Fukaura accédaient directement aux demi-finales.
Qualifié pour le Chōsen-sha kettei rīgu-sen.
- Koichi Fukaura

| Toshiyuki Moriuchi 森内俊之 1970 | Toshiyuki Moriuchi 森内俊之 1970 | Chikara Akutsu 阿久津 主税 1982 | Koichi Fukaura 深浦 康市 1972 |
| Chikara Akutsu 阿久津 主税 1982  | Chikara Akutsu 阿久津 主税 1982  | Chikara Akutsu 阿久津 主税 1982 | Koichi Fukaura 深浦 康市 1972 |
| Ayumu Matsuo 松尾 歩 1980        | Chikara Akutsu 阿久津 主税 1982  | Chikara Akutsu 阿久津 主税 1982 | Koichi Fukaura 深浦 康市 1972 |
| Akira Inaba 稲葉 陽 1988         | Akira Inaba 稲葉 陽 1988         | Koichi Fukaura 深浦 康市 1972   | Koichi Fukaura 深浦 康市 1972 |
| Shoji Segawa 瀬川晶司 1970       | Akira Inaba 稲葉 陽 1988         | Koichi Fukaura 深浦 康市 1972   | Koichi Fukaura 深浦 康市 1972 |
| Koichi Fukaura 深浦 康市 1972    |                                  | Koichi Fukaura 深浦 康市 1972   | Koichi Fukaura 深浦 康市 1972 |

## Ichiji-Yosen
Ce premier tour des qualifications opposait 144 joueurs répartis en 7 tournois à élimination directe de 21 joueurs chacun.
Les sept vainqueurs accédaient aux Niji-Yosen.
Résultats à partir des quarts de finale

### 1-Zu
| Quarts de finale  | Quarts de finale | Quarts de finale | Demi finales                 | Finale                       | Vainqueur                   |
| ----------------- | ---------------- | ---------------- | ---------------------------- | ---------------------------- | --------------------------- |
| Hiroki Nakata     | 中田宏樹         | 1964             | Koru Abe 阿部光瑠 1994       | Daisuke Suzuki 鈴木大介 1974 | Takuya Nagase 永瀬拓矢 1992 |
| Koru Abe          | 阿部光瑠         | 1994             | Koru Abe 阿部光瑠 1994       | Daisuke Suzuki 鈴木大介 1974 | Takuya Nagase 永瀬拓矢 1992 |
| Tadehisa Maruyama | 丸山忠久         | 1970             | Daisuke Suzuki 鈴木大介 1974 | Daisuke Suzuki 鈴木大介 1974 | Takuya Nagase 永瀬拓矢 1992 |
| Daisuke Suzuki    | 鈴木大介         | 1974             | Daisuke Suzuki 鈴木大介 1974 | Daisuke Suzuki 鈴木大介 1974 | Takuya Nagase 永瀬拓矢 1992 |
| Keiichi Sanada    | 真田圭一         | 1972             | Takuya Nagase 永瀬拓矢 1992  | Takuya Nagase 永瀬拓矢 1992  | Takuya Nagase 永瀬拓矢 1992 |
| Takuya Nagase     | 永瀬拓矢         | 1992             | Takuya Nagase 永瀬拓矢 1992  | Takuya Nagase 永瀬拓矢 1992  | Takuya Nagase 永瀬拓矢 1992 |
| Takuma Oikawa     | 及川拓馬         | 1987             | Takuma Oikawa 及川拓馬 1987  | Takuya Nagase 永瀬拓矢 1992  | Takuya Nagase 永瀬拓矢 1992 |
| Yasuaki Murayama  | 村山慈明         | 1984             | Takuma Oikawa 及川拓馬 1987  | Takuya Nagase 永瀬拓矢 1992  | Takuya Nagase 永瀬拓矢 1992 |

### 2-Zu
| Quarts de finale | Quarts de finale | Quarts de finale | Demi finales                   | Finale                         | Vainqueur                      |
| ---------------- | ---------------- | ---------------- | ------------------------------ | ------------------------------ | ------------------------------ |
| Yusuke Toyama    | 遠山雄亮         | 1979             | Yusuke Toyama 飯塚祐紀 1979    | Takeshi Fujii 藤井猛 1970      | Chikara Akutsu 阿久津主税 1981 |
| Daisuke Katagami | 片上大輔         | 1981             | Yusuke Toyama 飯塚祐紀 1979    | Takeshi Fujii 藤井猛 1970      | Chikara Akutsu 阿久津主税 1981 |
| Takeshi Fujii    | 藤井猛           | 1970             | Takeshi Fujii 藤井猛 1970      | Takeshi Fujii 藤井猛 1970      | Chikara Akutsu 阿久津主税 1981 |
| Hiroki Iizuka    | 飯塚祐紀         | 1969             | Takeshi Fujii 藤井猛 1970      | Takeshi Fujii 藤井猛 1970      | Chikara Akutsu 阿久津主税 1981 |
| Chikara Akutsu   | 阿久津主税       | 1982             | Chikara Akutsu 阿久津主税 1981 | Chikara Akutsu 阿久津主税 1981 | Chikara Akutsu 阿久津主税 1981 |
| Atsushi Miyata   | 宮田敦史         | 1981             | Chikara Akutsu 阿久津主税 1981 | Chikara Akutsu 阿久津主税 1981 | Chikara Akutsu 阿久津主税 1981 |
| Akira Nishio     | 西尾明           | 1979             | Akira Nishio 西尾明 1979       | Chikara Akutsu 阿久津主税 1981 | Chikara Akutsu 阿久津主税 1981 |
| Issei Takazaki   | 髙﨑一生         | 1987             | Akira Nishio 西尾明 1979       | Chikara Akutsu 阿久津主税 1981 | Chikara Akutsu 阿久津主税 1981 |

### 3-Zu
| Quarts de finale | Quarts de finale | Quarts de finale | Demi finales               | Finale                     | Vainqueur                 |
| ---------------- | ---------------- | ---------------- | -------------------------- | -------------------------- | ------------------------- |
| Naoro Ishida     | 石田直裕         | 1988             | Naoro Ishida 石田直裕 1988 | Manabu Senzaki 先崎学 1970 | Sakio Chiba 千葉幸生 1979 |
| Shingo Ito       | 伊藤真吾         | 1982             | Naoro Ishida 石田直裕 1988 | Manabu Senzaki 先崎学 1970 | Sakio Chiba 千葉幸生 1979 |
| Takehiro Ohira   | 大平武洋         | 1977             | Manabu Senzaki 先崎学 1970 | Manabu Senzaki 先崎学 1970 | Sakio Chiba 千葉幸生 1979 |
| Manabu Senzaki   | 先崎学           | 1970             | Manabu Senzaki 先崎学 1970 | Manabu Senzaki 先崎学 1970 | Sakio Chiba 千葉幸生 1979 |
| Mazaki Izumi     | 泉正樹           | 1961             | Makoto Chuza 中座真 1970   | Sakio Chiba 千葉幸生 1979  | Sakio Chiba 千葉幸生 1979 |
| Makoto Chuza     | 中座真           | 1970             | Makoto Chuza 中座真 1970   | Sakio Chiba 千葉幸生 1979  | Sakio Chiba 千葉幸生 1979 |
| Sakio Chiba      | 千葉幸生         | 1979             | Sakio Chiba 千葉幸生 1979  | Sakio Chiba 千葉幸生 1979  | Sakio Chiba 千葉幸生 1979 |
| Makoto Sasaki    | 佐々木慎         | 1980             | Sakio Chiba 千葉幸生 1979  | Sakio Chiba 千葉幸生 1979  | Sakio Chiba 千葉幸生 1979 |

### 4-Zu
| Quarts de finale | Quarts de finale | Quarts de finale | Demi finales                | Finale                     | Vainqueur                |
| ---------------- | ---------------- | ---------------- | --------------------------- | -------------------------- | ------------------------ |
| Reo Kurosawa     | 黒沢怜生         | 1992             | Yashiro Wataru 八代弥 1994  | Matsuo Ayumu 松尾歩 1980   | Matsuo Ayumu 松尾歩 1980 |
| Yashiro Wataru   | 八代弥           | 1994             | Yashiro Wataru 八代弥 1994  | Matsuo Ayumu 松尾歩 1980   | Matsuo Ayumu 松尾歩 1980 |
| Yasuhiro Masuda  | 増田康宏         | 1997             | Matsuo Ayumu 松尾歩 1980    | Matsuo Ayumu 松尾歩 1980   | Matsuo Ayumu 松尾歩 1980 |
| Matsuo Ayumu     | 松尾歩           | 1980             | Matsuo Ayumu 松尾歩 1980    | Matsuo Ayumu 松尾歩 1980   | Matsuo Ayumu 松尾歩 1980 |
| Osamu Nakamura   | 中村修           | 1962             | Osamu Nakamura 中村修 1962  | Osamu Nakamura 中村修 1962 | Matsuo Ayumu 松尾歩 1980 |
| Kenjiro Abe      | 阿部健治郎       | 1989             | Osamu Nakamura 中村修 1962  | Osamu Nakamura 中村修 1962 | Matsuo Ayumu 松尾歩 1980 |
| Tatsuya Sanmaido | 三枚堂達也       | 1993             | Kazuki Kimura 木村一基 1973 | Osamu Nakamura 中村修 1962 | Matsuo Ayumu 松尾歩 1980 |
| Kazuki Kimura    | 木村一基         | 1973             | Kazuki Kimura 木村一基 1973 | Osamu Nakamura 中村修 1962 | Matsuo Ayumu 松尾歩 1980 |

### 5-Zu
| Quarts de finale    | Quarts de finale | Quarts de finale | Demi finales                      | Finale                            | Vainqueur                  |
| ------------------- | ---------------- | ---------------- | --------------------------------- | --------------------------------- | -------------------------- |
| Taichi Nakamura     | 中村太地         | 1988             | Taichi Nakamura 中村太地 1988     | Shogi Segawa 瀬川晶司 1970        | Shogi Segawa 瀬川晶司 1970 |
| Keita Kadokura      | 門倉啓太         | 1987             | Taichi Nakamura 中村太地 1988     | Shogi Segawa 瀬川晶司 1970        | Shogi Segawa 瀬川晶司 1970 |
| Shogi Segawa        | 瀬川晶司         | 1970             | Shogi Segawa 瀬川晶司 1970        | Shogi Segawa 瀬川晶司 1970        | Shogi Segawa 瀬川晶司 1970 |
| Hiroaki Yokoyama    | 横山泰明         | 1980             | Shogi Segawa 瀬川晶司 1970        | Shogi Segawa 瀬川晶司 1970        | Shogi Segawa 瀬川晶司 1970 |
| Yoshiyuki Kubota    | 窪田義行         | 1972             | Naroyuki Hatakeyama 畠山成幸 1969 | Naroyuki Hatakeyama 畠山成幸 1969 | Shogi Segawa 瀬川晶司 1970 |
| Naroyuki Hatakeyama | 畠山成幸         | 1969             | Naroyuki Hatakeyama 畠山成幸 1969 | Naroyuki Hatakeyama 畠山成幸 1969 | Shogi Segawa 瀬川晶司 1970 |
| Tomohiro Murata     | 村田智弘         | 1981             | Akihiro Murata 村田顕弘1986       | Naroyuki Hatakeyama 畠山成幸 1969 | Shogi Segawa 瀬川晶司 1970 |
| Akihiro Murata      | 村田顕弘         | 1986             | Akihiro Murata 村田顕弘1986       | Naroyuki Hatakeyama 畠山成幸 1969 | Shogi Segawa 瀬川晶司 1970 |

### 6-Zu
| Quarts de finale | Quarts de finale | Quarts de finale | Demi finales                   | Finale                         | Vainqueur                      |
| ---------------- | ---------------- | ---------------- | ------------------------------ | ------------------------------ | ------------------------------ |
| Takahiro Ohashi  | 大橋 貴洸        | 1992             | Takahiro Ohashi 大橋 貴洸 1992 | Takahiro Ohashi 大橋 貴洸 1992 | Shintaro Saito 斎藤慎太郎 1993 |
| Keiji Nishikawa  | 西川慶二         | 1961             | Takahiro Ohashi 大橋 貴洸 1992 | Takahiro Ohashi 大橋 貴洸 1992 | Shintaro Saito 斎藤慎太郎 1993 |
| Kenji Imaizumi   | 今泉健司         | 1973             | Keita Inoue 井上慶太 1964      | Takahiro Ohashi 大橋 貴洸 1992 | Shintaro Saito 斎藤慎太郎 1993 |
| Keita Inoue      | 井上慶太         | 1964             | Keita Inoue 井上慶太 1964      | Takahiro Ohashi 大橋 貴洸 1992 | Shintaro Saito 斎藤慎太郎 1993 |
| Shintaro Saito   | 斎藤慎太郎       | 1993             | Shintaro Saito 斎藤慎太郎 1993 | Shintaro Saito 斎藤慎太郎 1993 | Shintaro Saito 斎藤慎太郎 1993 |
| Mitsunori Makino | 牧野光則         | 1988             | Shintaro Saito 斎藤慎太郎 1993 | Shintaro Saito 斎藤慎太郎 1993 | Shintaro Saito 斎藤慎太郎 1993 |
| Hiroshi Miyamoto | 宮本広志         | 1986             | Shota Chida 千田翔太 1994      | Shintaro Saito 斎藤慎太郎 1993 | Shintaro Saito 斎藤慎太郎 1993 |
| Shota Chida      | 千田翔太         | 1994             | Shota Chida 千田翔太 1994      | Shintaro Saito 斎藤慎太郎 1993 | Shintaro Saito 斎藤慎太郎 1993 |

### 7-Zu
| Quarts de finale   | Quarts de finale | Quarts de finale | Demi finales                    | Finale                       | Vainqueur                    |
| ------------------ | ---------------- | ---------------- | ------------------------------- | ---------------------------- | ---------------------------- |
| Shingo Sawada      | 澤田真吾         | 1991             | Shingo Sawada 澤田真吾 1991     | Sota Fujii 藤井聡太 2002     | Tatsuya Sugai 菅井 竜也 1992 |
| Kensuke Kitahama   | 北浜健介         | 1975             | Shingo Sawada 澤田真吾 1991     | Sota Fujii 藤井聡太 2002     | Tatsuya Sugai 菅井 竜也 1992 |
| Sota Fujii         | 藤井聡太         | 2002             | Sota Fujii 藤井聡太 2002        | Sota Fujii 藤井聡太 2002     | Tatsuya Sugai 菅井 竜也 1992 |
| Kazuhiro Nishikawa | 西川和宏         | 1986             | Sota Fujii 藤井聡太 2002        | Sota Fujii 藤井聡太 2002     | Tatsuya Sugai 菅井 竜也 1992 |
| Takayuki Yamazaki  | 山崎隆之         | 1981             | Takayuki Yamazaki 山崎隆之 1981 | Tatsuya Sugai 菅井 竜也 1992 | Tatsuya Sugai 菅井 竜也 1992 |
| Takahiro Toyokawa  | 豊川孝弘         | 1967             | Takayuki Yamazaki 山崎隆之 1981 | Tatsuya Sugai 菅井 竜也 1992 | Tatsuya Sugai 菅井 竜也 1992 |
| Tatsuya Sugai      | 菅井 竜也        | 1992             | Tatsuya Sugai 菅井 竜也 1992    | Tatsuya Sugai 菅井 竜也 1992 | Tatsuya Sugai 菅井 竜也 1992 |
| Shingo Hirafuji    | 平藤眞吾         | 1963             | Tatsuya Sugai 菅井 竜也 1992    | Tatsuya Sugai 菅井 竜也 1992 | Tatsuya Sugai 菅井 竜也 1992 |

## Classement
1 Toshiaki Kubo
2 Masayuki Toyoshima
3 Masataka Goda
4 Tetsuro Itodani
5 Akira Watanabe
6 Koichi Fukaura
7 Shintaro Saito
8 Amahiko Sato
9-11 Hiroyuki Miura, Seiya Kondo, Chikara Akutsu
12-17 Akira Inaba, Toshiyuki Moriuchi, Takuya Nagase, Hisachi Namekata, Yoshiharu Habu, Akihito Hirose
18-23 Shogi Segawa, Ayumu Matsuo, Yasumitsu Sato, Nabuyuki Yashiki, Sakio Chiba, Tatsuga Sugai
24-30 Daisuke Suzuki, Takeshi Fujii, Manabu Senzaki, Osamu Nakamura, Takahiro Osashi, Shogi Segawa, Sota fujii
31-44 Takayuki Yamazaki, Shingo Sawada, Keita Inoué, Shota Chida, Akahito Murata, Taichi Nakamura, Yusuke Toyama, Akira Nishio, Naoro Ishida, Makoto Chuza, Kenzuke Kimura, Yashiro Wataru, Koru Abe, Takuma Oikawa.